# ルブリン・トロリーバス
ルブリン・トロリーバス（ポーランド語: Trolejbusy w Lublinie）は、ポーランドの都市・ルブリン市内に存在するトロリーバス。2022年時点でポーランドに現存するトロリーバス路線の1つで、路線バスと共にルブリン市運輸会社（Miejskie Przedsiębiorstwo Komunikacyjne w Lublinie、MPK Lublin）によって運営されている。

## 歴史
ポーランドの都市・ルブリンにおける公共交通機関の主力は長年に渡り路線バスであったが、第二次世界大戦終戦後は利用客が増加した一方で車両の状態が悪く、本数の増加が難しい状況にあった。そこで、これを改善するために1952年からトロリーバスの建設が始まり、1953年7月22日に全長7 kmの最初の路線が営業運転を開始した。ただし開通に合わせて導入されたソビエト連邦（ソ連）製の車両は状態が悪く、稼働可能な車両数は少ない状況であった。
その後、1955年にチェコスロバキアのシュコダ製車両の導入が始まった事で車両不足の状況は一時的に改善し、以降は1960年代まで路線バスと共に路線網の拡大が行われたほか、近代的な車庫の増設、車掌業務の廃止などの合理化も進められた。1969年時点で路線バスの系統数が20本であった一方、トロリーバスも計15系統が存在した。1970年代前半はポーランド全体のトロリーバスの衰退、シュコダ製車両の輸入停止に伴う車両不足などの要因から路線バスへの置き換えが進められ、系統数は9本にまで減少したものの、1975年からはソ連製のトロリーバス車両・ZiU-9(ZiU 682B）、1988年以降はバスメーカーのイェルチ製の車体を用いたトロリーバス車両の導入が実施された。一方、1970年代から1980年代にかけてはルブリンの人口が大幅に増加した時期であり、郊外に住宅団地が多数建設されたが、これらの輸送手段は路線バスが担っていたため、トロリーバス網の拡張はこの時点で行われなかった。

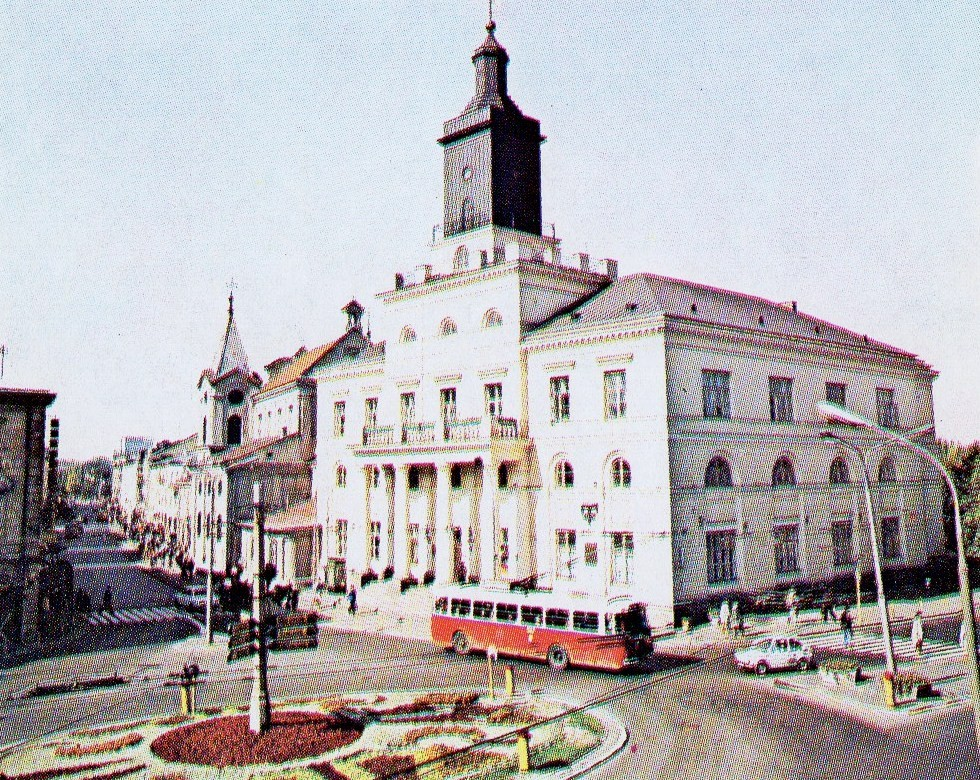
1970年代のトロリーバス（1977年撮影）
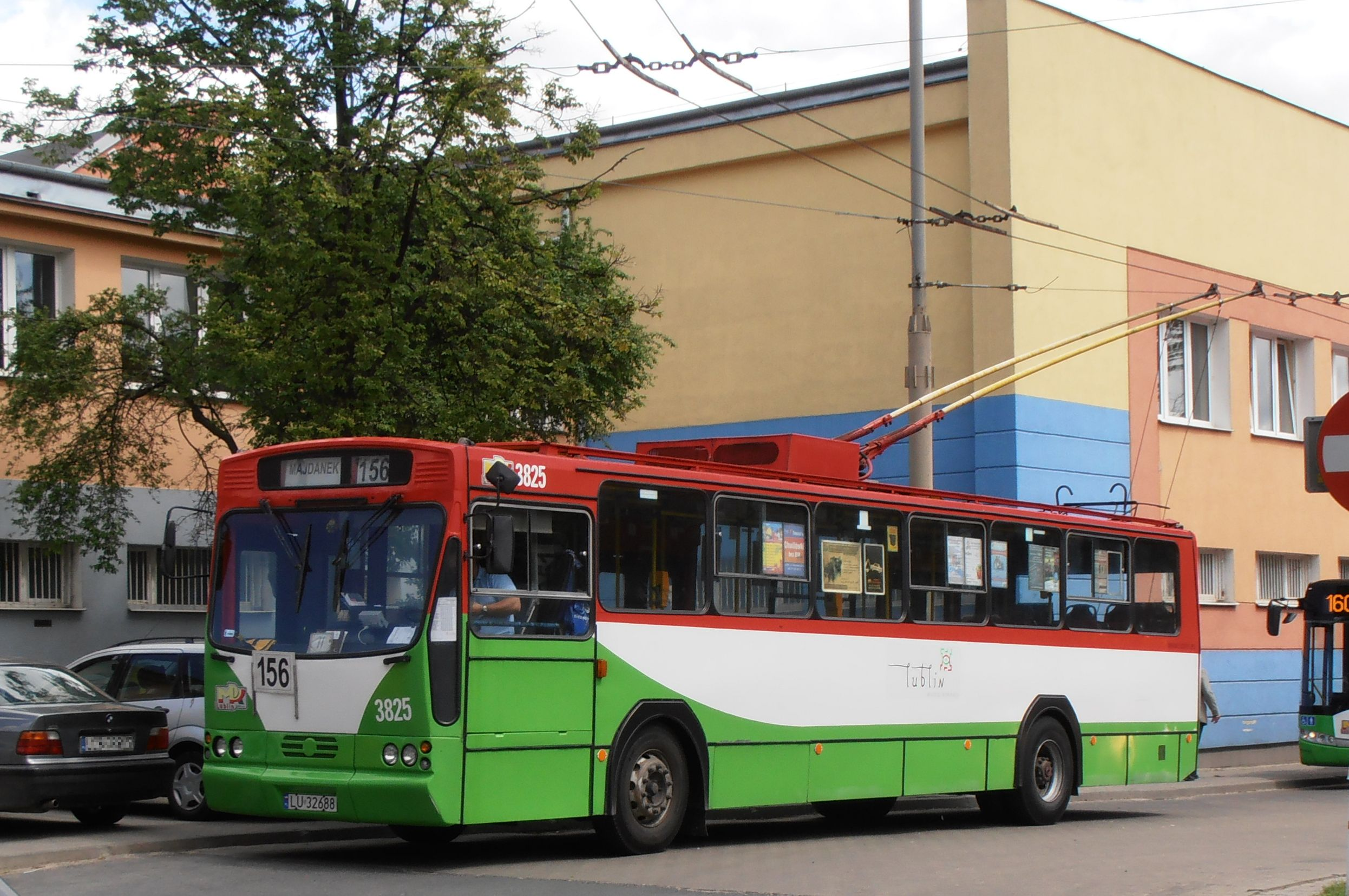
イェルチ製の車体を用いたトロリーバス（2012年撮影）

1989年のビロード革命による民主化やそれ以降の経済の混乱はルブリンのトロリーバスにも影響を与え、1998年には一部区間が廃止された。その一方、車両については1990年代初頭にハンガリー・イカルス製の連節バスが導入されたほか、同時期に廃止された各都市のトロリーバス車両の譲受や路線バス用車両のトロリーバス車両への改造も行われた。1998年には初のノンステップバスの導入も実施されている。
同年には運営組織であるルブリン市輸送会社が現在の有限責任会社に転換されたが、それ以降同社は環境に優しい交通機関としてトロリーバスを活用する方針を打ち出し、2000年には路線網の延伸が実施された。また、2004年のポーランドの欧州連合加盟以降は欧州地域開発基金による資金援助を受けた段階的なポーランド東部の開発計画の一環として、車庫の移転・新設、変電所の改修、ノンステップトロリーバスの大量導入、路線網の延伸や新系統の増設などが行われた。2015年に一連の計画が終了して以降も、新たな欧州連合のプロジェクトの一環として新型車両の導入を始めとした近代化が精力的に続けられている。

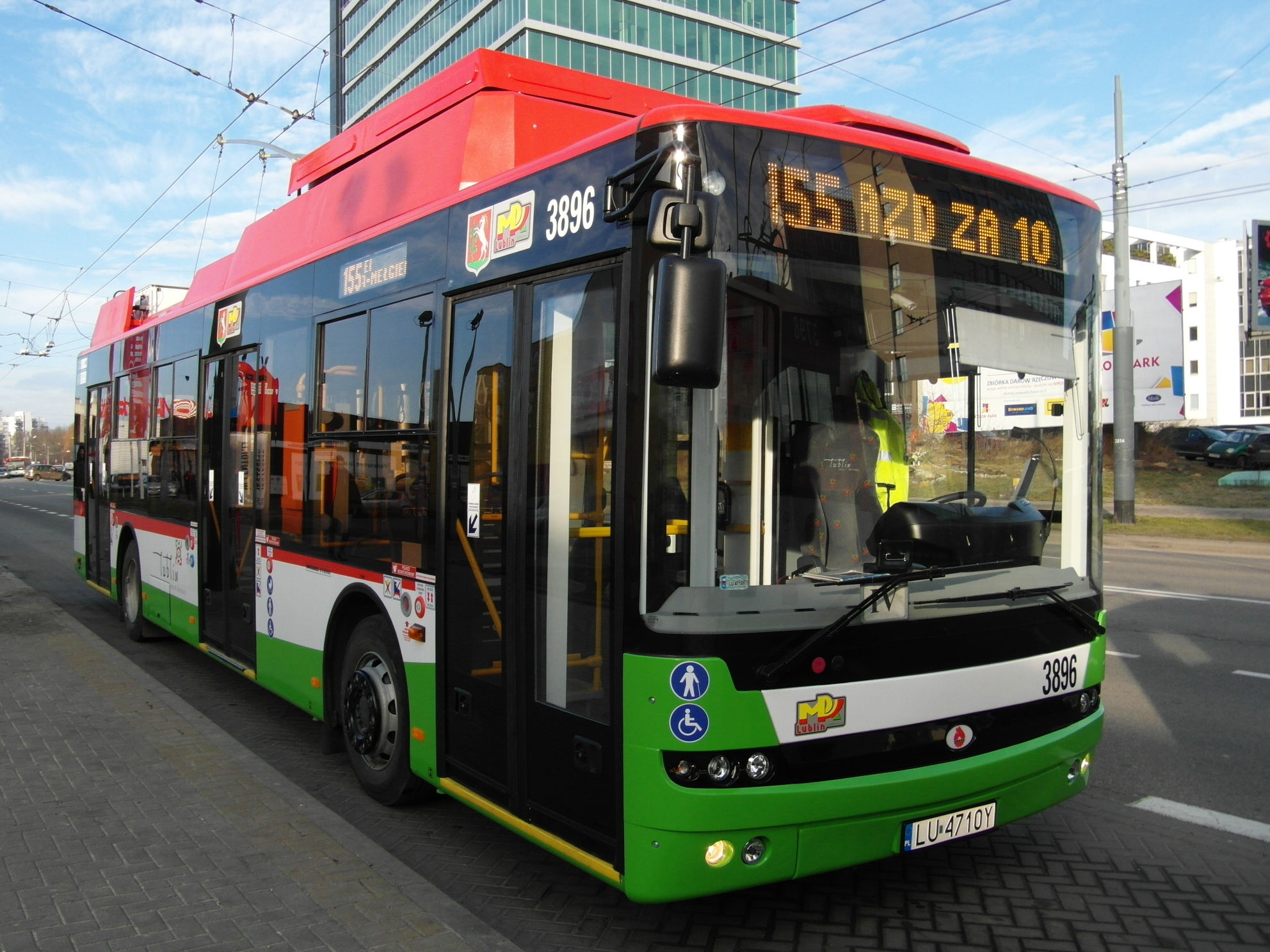
ウクライナの企業の車両をライセンス生産したノンステップトロリーバス（2013年撮影）
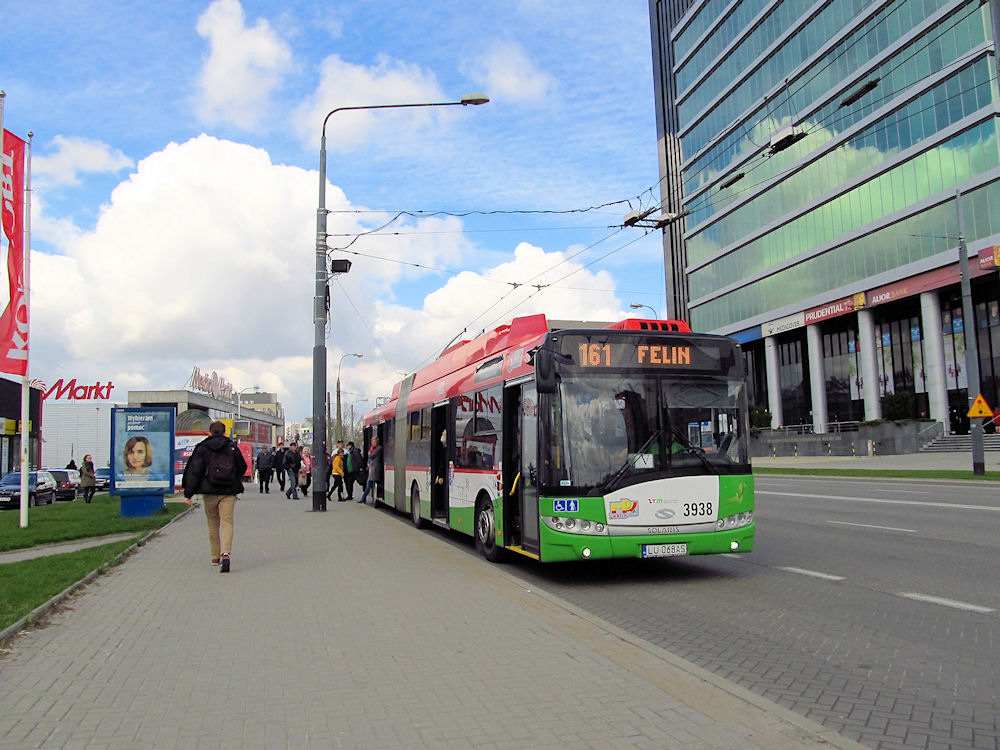
連節バスの導入も進められている（2017年撮影）

## 系統
2022年現在、ルブリンには以下のトロリーバス路線が存在する。下記の路線以外にも152号線が存在するが、新型コロナウイルス感染症（COVID-19）の影響により2020年以降運休している。
| 系統番号 | 経路                                                              | 備考                                                              |
| -------- | ----------------------------------------------------------------- | ----------------------------------------------------------------- |
| 150      | Os. Poręba→Pancerniaków Pancerniaków→Os. Poręba                   | [ 9 ]                                                             |
| 151      | Węglin→Abramowice Abramowice→Węglin                               | [ 10 ]                                                            |
| 153      | Węglin→Pancerniaków Pancerniaków→Węglin                           | [ 11 ]                                                            |
| 154      | Węglin→Chodźki - szpital Chodźki - szpital→Węglin                 | [ 12 ]                                                            |
| 155      | Zana ZUS→Pancerniaków Pancerniaków→Zana ZUS                       | [ 13 ]                                                            |
| 156      | Choiny→Felin Felin→Choiny                                         | [ 14 ]                                                            |
| 157      | Zana Leclerc→Felin Felin→Zana Leclerc                             | [ 15 ]                                                            |
| 158      | Zana ZUS→Felin Felin→Zana ZUS                                     | [ 16 ]                                                            |
| 159      | Os. Poręba→Pancerniaków Pancerniaków→Os. Poręba                   | [ 17 ]                                                            |
| 160      | Choiny→Os. Poręba Os. Poręba→Choiny                               | [ 18 ]                                                            |
| 161      | Felin→Os. Poręba Os. Poręba→Felin                                 | [ 19 ]                                                            |
| 162      | Os. Poręba→Inżynierska Inżynierska→Os. Poręba                     | [ 20 ]                                                            |
| 950      | Zana ZUS→Pancerniaków Os. Poręba→Pancerniaków Choiny→Pancerniaków | [ 21 ]                                                            |
| 202      | Abramowice→Majdanek Majdanek→Abramowice                           | 墓地方面への臨時系統                                              |
| T        | Rady Delegatów→Rady Delegatów                                     | 動態保存車両を用いた観光路線、環状系統 7月・8月の毎週日曜日に運行 |

## 車両

### 営業用車両
2022年現在、ルブリンのトロリーバスで営業運転に使われている車両は以下の通りである。
| 形式                     | 両数 | 解説                                                                                         | 備考   |
| ------------------------ | ---- | -------------------------------------------------------------------------------------------- | ------ |
| MAZ 203 T8M              | 1両  | ベラルーシ製のバスの車体を用いMPKルブリンの車両基地で製造                                    |        |
| ソラリス・トロリーノ12AC | 1両  | セゲレツ(Cegelec)製の電気機器を使用                                                          | [ 27 ] |
| ソラリス・トロリーノ12M  | 3両  | メドコム(Medcom)製の電気機器を使用                                                           |        |
| ソラリス・トロリーノ12S  | 30両 | シュコダ・エレクトリック製の電気機器を使用                                                   |        |
| ソラリス・トロリーノ12MB | 20両 | 架線レス区間でも走行可能なようディーゼルエンジンを搭載                                       |        |
| SAM MPK ルブリンII       | 3両  | ポーランド・イェルチ製の車体を用いMPKルブリンの車両基地で製造                                |        |
| ウルサス・T071.16        | 38両 | ウクライナ・ボグダーン製車両のライセンス生産品 充電池を搭載、最大5kmの架線レス区間を走行可能 |        |
| ソラリス・トロリーノ18   | 12両 | 連節バス、リチウムイオン充電池を搭載                                                         |        |
| ウルサス・CS18T          | 15両 | 連節バス、リチウムイオン充電池を搭載                                                         |        |
| ソラリス・トロリーノ18M  | 15両 | 連節バス、充電池を搭載                                                                       |        |

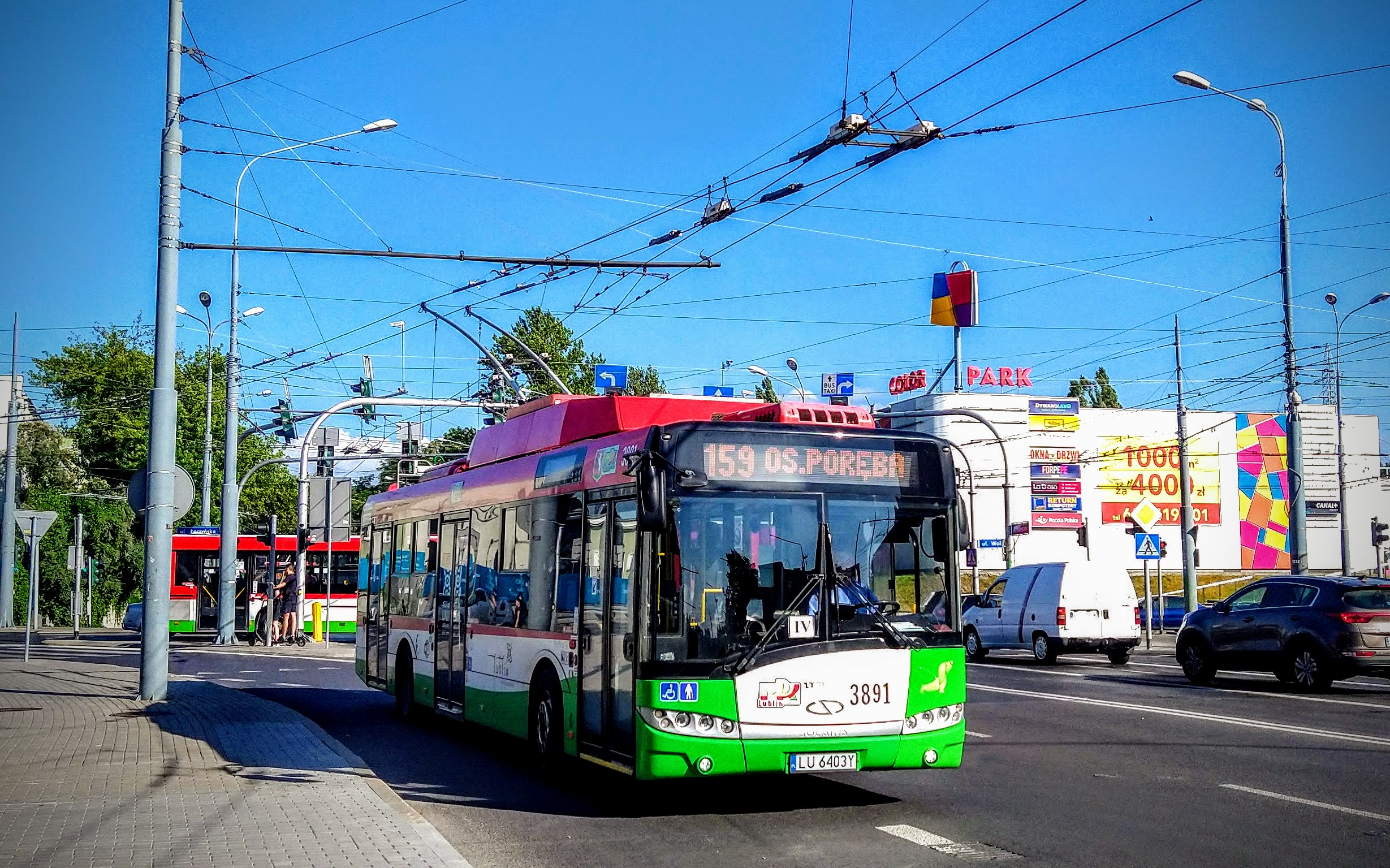
ソラリス・トロリーノ12MB（2020年撮影）
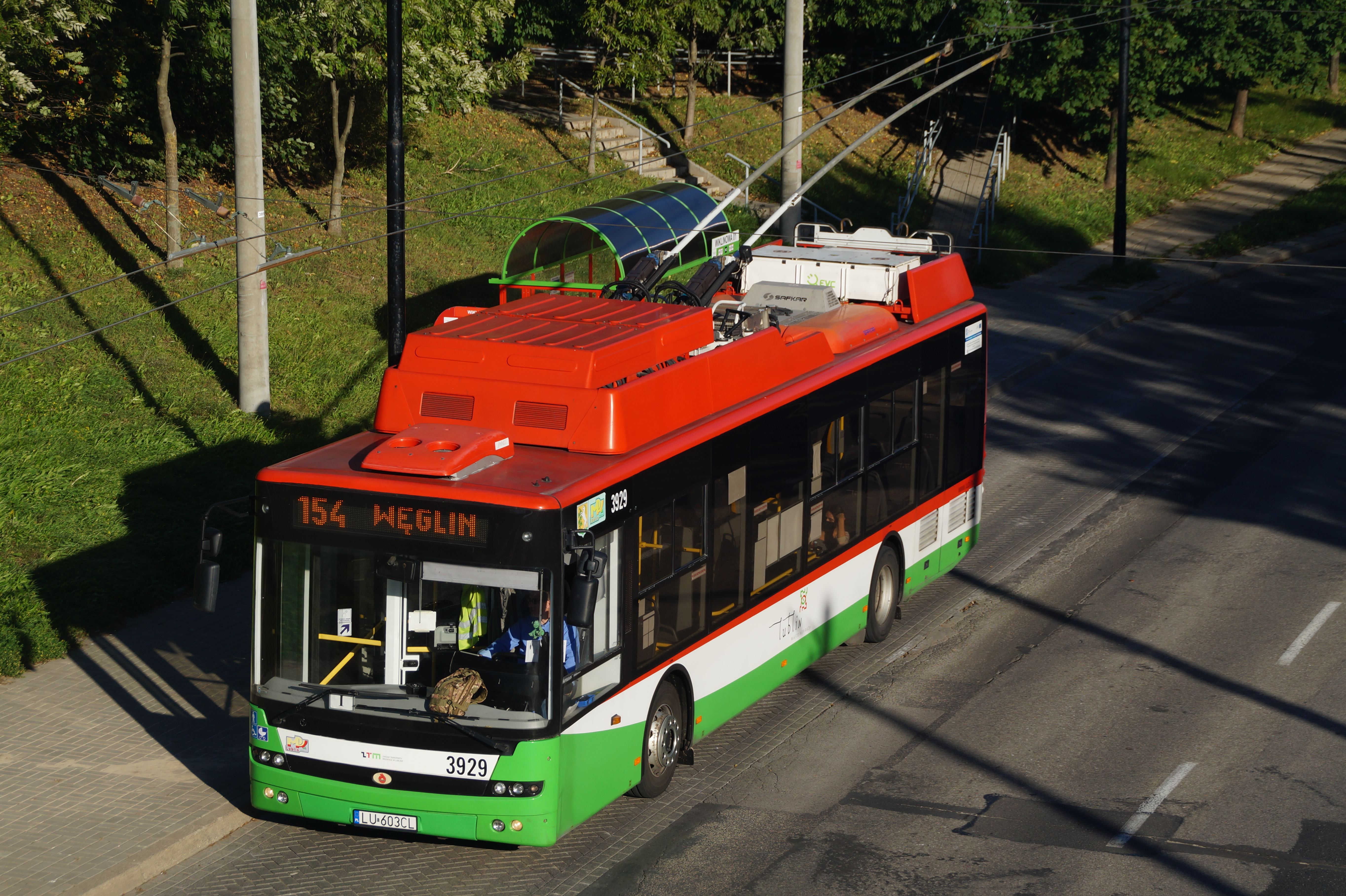
ウルサスT701.06（2020年撮影）
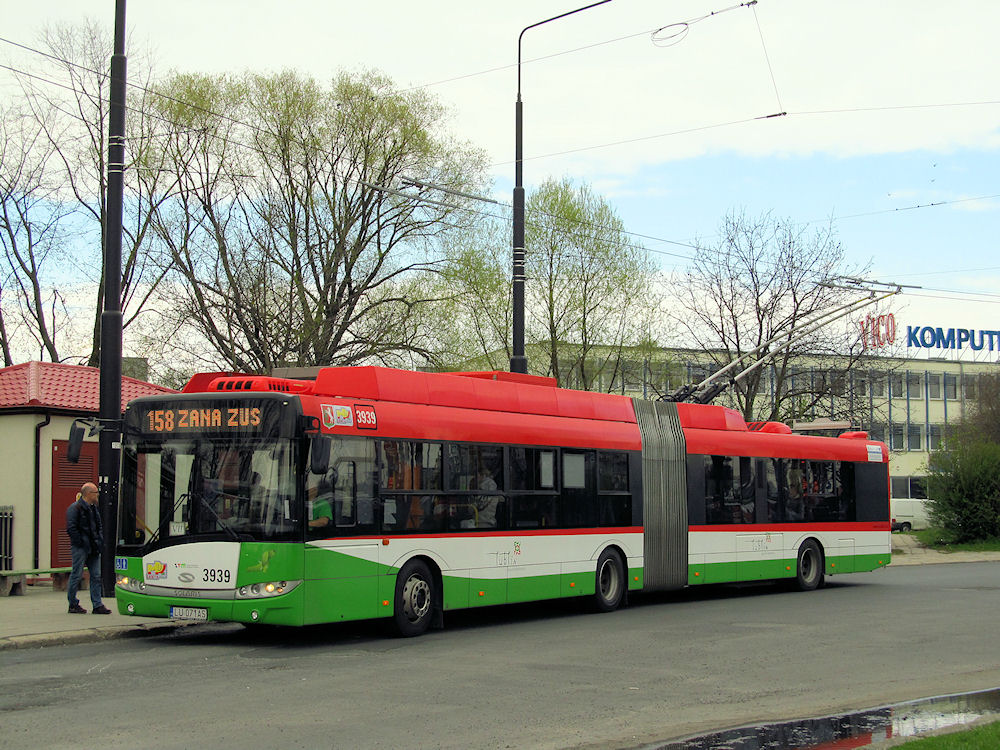
ソラリス・トロリーノ18（2017年撮影）
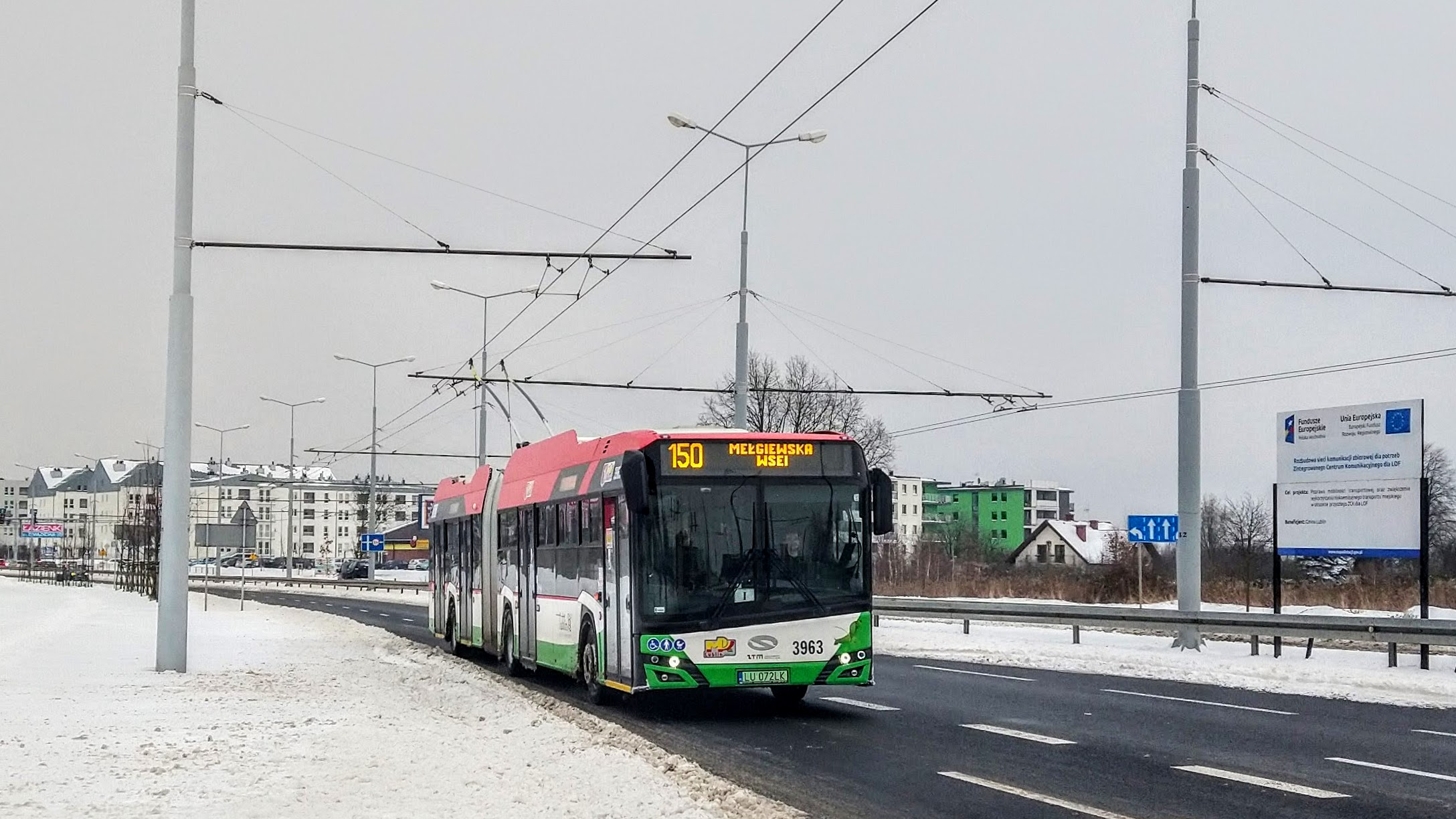
ソラリス・トロリーノ18M（2021年撮影）

### その他車両
- シュコダ9Tr - チェコスロバキア製のトロリーバス車両。2022年時点で現存する1両はウクライナのリウネ（リウネ・トロリーバス（ウクライナ語版））で使用されていた車両で、2014年に譲受した後、整備を経て動態保存運転に用いられている[5]。
- ZiU-9UP（ポーランド語版） - ソ連製のトロリーバス車両。現存する1両は2003年にイベント用に改造された車両で、車内には机やドリンクバー、冷蔵庫、トイレが設置されている[5]。

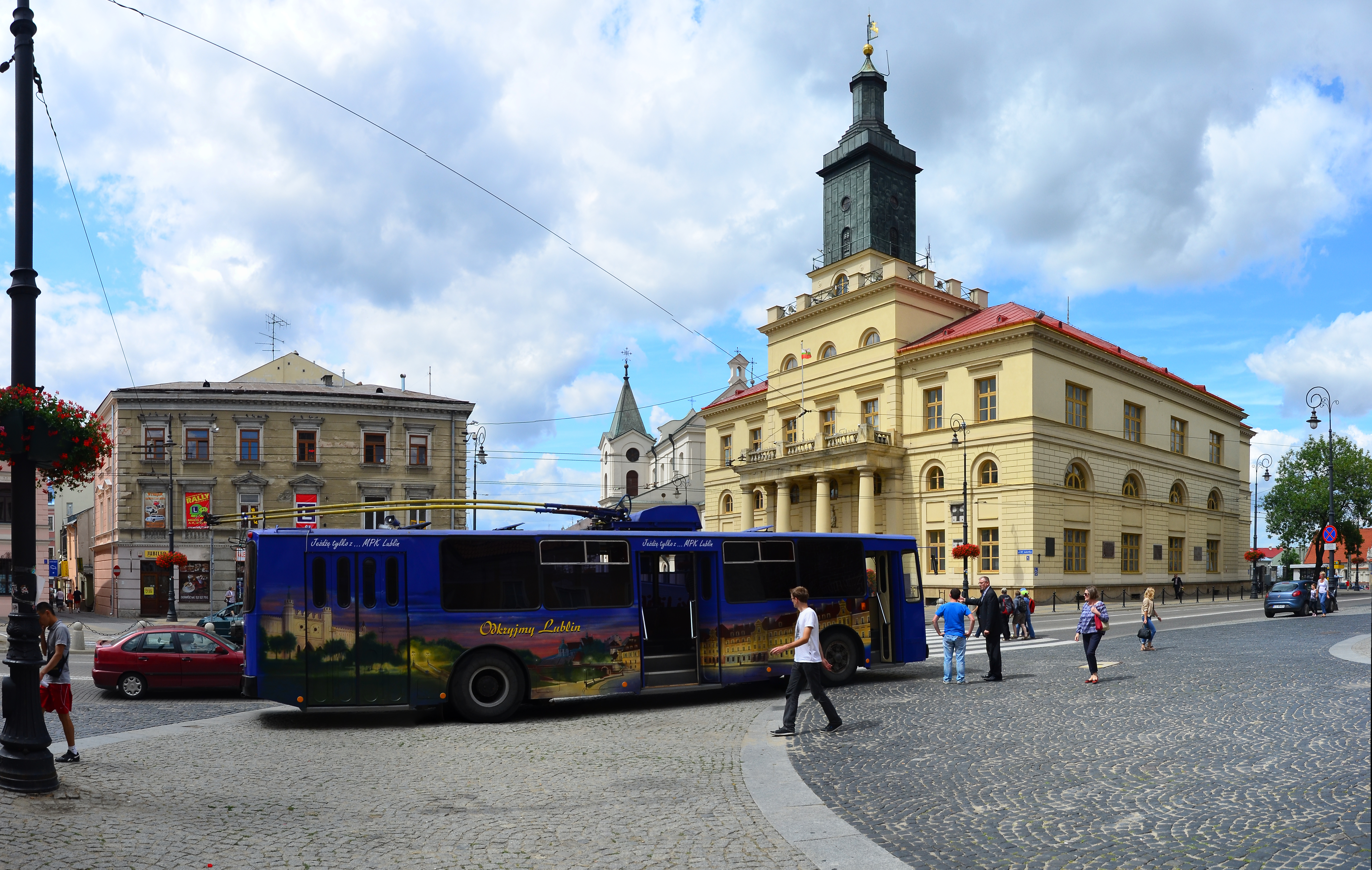
ZiU-9UP